# 広地村
広地村（ひろちむら）は、日本の領有下において樺太に存在した村（指定町村）。
広地という地名は、アイヌ語の「ピーロ・チ」（ピーロという鳥の群棲している所）、「ピーチウ」（砂利の多い所）、「ピラ・オロ」（崖の所）による。
当該地域の領有権に関する詳細は樺太の項目を参照。現在はロシア連邦がサハリン州プラウダ (Правда) として実効支配している。

## 概要
間宮海峡に面しており、樺太西線が村を走っていた。村内の多蘭泊に孵化場が存在した。

## 歴史
- 1915年（大正4年）6月26日 - 「樺太ノ郡町村編制ニ関スル件」（大正4年勅令第101号）の施行により行政区画として発足。真岡郡に所属し、真岡支庁が管轄。
- 1929年（昭和4年）7月1日 - 樺太町村制の施行により二級町村となる。
- 1943年（昭和18年）4月1日
  - 「樺太ニ施行スル法律ノ特例ニ関スル件」（大正9年勅令第124号）が廃止され、内地編入。
  - 指定町村となる。
- 1945年（昭和20年）8月22日 - ソビエト連邦により占拠される。
- 1949年（昭和24年）6月1日 - 国家行政組織法の施行のため法的に樺太庁が廃止。同日広地村廃止。

## 村内の地名
| - 広地 - 大穂泊（おほとまり） - 本内（ぽんない） - 多蘭泊（たらんとまり） - 姉苗（あねなえ） - 南泊帆岸（みなみとまりほきし） - 北泊帆岸（きたとまりほきし） | - 天茂泊（てもどまり） - 知古内（ちこない） - 南明牛（みなみあけうし） - 北明牛（きたあけうし） - 苫舞（とままい） - 大穂泊沢（おほとまりざわ） - 広地沢（ひろちざわ） |

（）

## 地域

### 教育
以下の学校一覧は1945年（昭和20年）4月1日現在のもの。
- 樺太公立苫舞国民学校
- 樺太公立広地国民学校
- 樺太公立大穂泊国民学校
- 樺太公立多蘭泊国民学校